# (3717) Thorenia
(3717) Thorenia – planetoida z pasa głównego asteroid okrążająca Słońce w ciągu 5 lat i 221 dni w średniej odległości 3,15 j.a. Została odkryta 15 lutego 1964 roku  w Goethe Link Observatory (w ramach programu Indiana Asteroid Program) w Brooklynie w stanie Indiana. Nazwa planetoidy pochodzi od Victora Eugene’a Thorena (1935–1991), historyka astronomii. Została zasugerowana przez Franka K. Edmondsona. Przed jej nadaniem planetoida nosiła oznaczenie tymczasowe (3717) 1964 CG.